# 不破郡
不破郡（日语：／ Fuwa gun */?）是位於日本岐阜縣西方的一個郡（舊屬美濃國）。在2003年的統計擁有人口37,730人，面積有106.43平方公里。古時為畿內、東海道和東山道的重要交通及軍事要點，並設置不破關，不破關是日本的三大關之一。歷史上於701年設立。它所屬的町村有關原町和垂井町，鄰近大垣市。